# Dimitar Petkow

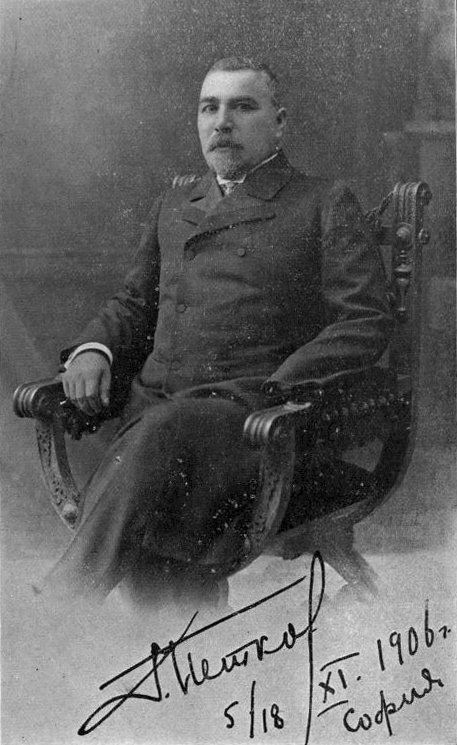
Aufnahme um 1906

Dimitar Nikolow Petkow (bulgarisch Димитър Николов Петков; * 2. November 1856 oder 1858 in Başköy, heute Nicolae Bălcescu, Kreis Tulcea, Rumänien; † 11. März 1907 in Sofia) war ein bulgarischer Politiker. Petkow bekleidete ab 1893 mehrere Ministerposten und war von November 1906 bis zu seinem Tod Ministerpräsident. Er ist bis dato der einzige bulgarische Regierungschef, der während seiner Amtszeit einem Attentat zum Opfer fiel.

## Leben

### Unabhängigkeitskämpfer
Während des Serbisch-Osmanischen Krieges von 1876 und des Russisch-Osmanischen Krieges von 1877 bis 1878 war er Adjutant in der Tscheta des Heiducken und Wojwode Panajot Chitow und nahm als solcher an den erbitterten Schlachten um Stara Sagora und am Schipkapass teil. Dabei verlor er seinen linken Arm.
Nach der (eingeschränkten) Unabhängigkeit Bulgariens vom Osmanischen Reich am 8. Juli 1879 trat er zunächst der Liberalen Partei (bulg. Либералната партия) bei. Zwischen 1882 und 1884 befand er sich während der Alleinherrschaft von Fürst Alexander I. in Haft. Im Anschluss daran wurde er enger Mitarbeiter des späteren Ministerpräsidenten Stefan Stambolow und trat dessen Volksliberaler Partei (bulg. Народнолибералната партия) bei.

### Politische Laufbahn
Seine eigentliche politische Laufbahn begann er dann ebenfalls 1884 mit der Wahl zum Abgeordneten der Nationalversammlung, der er zunächst bis 1894 angehörte. 1885 wurde er Vorsitzender eines Makedonischen Befreiungskomitees.
Am 1. September 1888 wurde er mit erst dreißig Jahren zum Bürgermeister von Sofia gewählt. Dieses Amt bekleidete er bis zum 7. Oktober 1893. Zugleich war er vom 14. Dezember 1892 bis zum 19. November 1893 Präsident der Nationalversammlung. Von 1899 bis 1900 und dann erneut von 1902 bis zu seinem Tode war er wiederum Abgeordneter der Nationalversammlung.
Am 1. Dezember 1893 berief ihn Ministerpräsident Stefan Stambolow zum Minister für öffentlichen Unterricht in sein Kabinett, dem er bis zum Ende von Stambolows Amtszeit am 31. Mai 1894 angehörte.
Nach dem Attentatstod von Stambolow am 18. Juli 1895 wurde er dessen Nachfolger als Vorsitzender der Nationalliberalen Partei. Allerdings gab er dieses Amt bereits im folgenden Jahr an Dimitar Grekow ab. Als dieser wiederum am 7. Mai 1901 verstarb, wurde Petkow als dessen Nachfolger erneut Vorsitzender der Partei bis zu seinem Tod.
Am 19. Mai 1903 wurde er zum Innenminister in das Kabinett von Ratscho Petrow berufen. Zugleich ernannte ihn Petrow am 19. Dezember 1905 wiederum zum Minister für öffentlichen Unterricht.
Am 5. November 1906 wurde er von Fürst Ferdinand I. als Nachfolger von Petrow schließlich selbst zum Ministerpräsidenten ernannt, wobei er seine beiden bisherigen Ministerämter ebenfalls bis zu seinem Tode durch ein Attentat beibehielt.
Dimitar Petkow war mit der Schwester von Dimitar Rizoff, Ekaterina verheiratet, mit der er zwei Söhne und zwei Töchter hatte. Seine beiden Söhne Nikola und Petko waren ebenfalls politisch tätig. Petko Petkow wurde 1924 ebenfalls ermordet, Nikola 1947 in einem Schauprozess wegen angeblicher Spionage zum Tode verurteilt und hingerichtet.